# Get Up on It
| Críticas profissionais | Críticas profissionais |
| Avaliações da crítica  | Avaliações da crítica  |
| Fonte                  | Avaliação              |
| ---------------------- | ---------------------- |
| Allmusic               | [ 1 ]                  |
| Entertainment Weekly   | B+                     |
| Los Angeles Times      | [ 3 ]                  |

Get Up On It é o quarto álbum de estúdio do cantor de R&B americano Keith Sweat. Lançado em 28 de Junho de 1994, foi para o número 1 na parada R&B Albums por duas semanas e número 8 na parada Billboard 200.

## Lista de faixas
1. "How Do You Like It" (interlude) (Sweat/Scott/Jefferson)
2. "How Do You Like It" (featuring Lisa "Left Eye" Lopes) (Sweat/Scott/Jefferson/Lopes)
3. "It Gets Better" (Sweat/Flowers)
4. "Get Up On It" (featuring Kut Klose) (Sweat/Scott)
5. "Feels So Good" (Sweat/McCaine)
6. "How Do You Like It (pt. II)"
7. "Intermission Break" (Sweat/Scott)
8. "My Whole World" (Sweat/McCaine)
9. "Grind On You" (Sweat/Ward/Leach)
10. "When I Give My Love" (Sweat/Scott/Jefferson)
11. "Put Your Lovin' Through The Test" (featuring Roger Troutman) (Sweat/Flowers)
12. "Telephone Love" (Sweat)
13. "Come Into My Bedroom" (Sweat/Flowers)
14. "For You (You Got Everything)" (Sweat/Flowers)

## Créditos
- Keith Sweat - Intérprete Principal, Produtor, Compositor, Produtor Executivo
- Jerry Flowers - Produtor, Compositor
- Eric McCaine - Produtor, Compositor
- Lisa Lopes - Compositor, Intérprete Convidada
- Kut Klose - Intérprete
- Fitzgerald Scott - Produtor, Compositor
- Roger Troutman - Intérprete Convidado
- William Ward (Billybad) - Produtor, Compositor
- Joe Jefferson - Produtor, Compositor
- Anthony Leach - Produtor, Compositor

## Paradas musicais
| Parada musical (1994)                   | Melhor posição |
| --------------------------------------- | -------------- |
| Países Baixos (Dutch Charts)            | 28             |
| Alemanha (Offizielle Deutsche Charts)   | 86             |
| Suécia (Sverigetopplistan)              | 46             |
| Reino Unido (UK Albums Chart)           | 20             |
| Estados Unidos (Billboard 200)          | 8              |
| Estados Unidos (Top R&B/Hip Hop Albums) | 1              |

### Singles
| Ano  | Single                | Parada musical                    | Posição |
| ---- | --------------------- | --------------------------------- | ------- |
| 1994 | "How Do You Like It?" | Billboard Hot 100                 | 48      |
| 1994 | "How Do You Like It?" | Hot R&B Songs                     | 9       |
| 1994 | "How Do You Like It?" | Hot Dance Music/Maxi-Single Sales | 17      |
| 1994 | "When I Give My Love" | Billboard Hot 100                 | 85      |
| 1994 | "When I Give My Love" | Hot R&B Songs                     | 21      |
| 1994 | "Get Up On It"        | Billboard Hot 100                 | 62      |
| 1994 | "Get Up On It"        | Hot R&B Songs                     | 12      |